# Língua wirina
O wirina é uma língua extinta da família linguística arawak falada no Brasil (rio Negro).

## Vocabulário
Vocabulário wirina (flora, fauna e artefatos culturais) coletado por Johann Natterer (1831):
| Português      | Wirina      |
| -------------- | ----------- |
| anta           | kamâ        |
| queixada       | abiaʃe      |
| veado          | mati        |
| onça-pintada   | akurana     |
| onça-vermelha  | jawe        |
| cão            | datawe      |
| peixe-boi      | jabinâ      |
| pato           | owaé        |
| mutum          | itite       |
| urumutum       | aʃire       |
| galo           | karaka      |
| urubu          | bikurô      |
| arara-vermelha | dadarró     |
| arara-amarela  | kararro     |
| papagaio       | abizo       |
| jacamim        | duliʃame    |
| inambu         | mami        |
| jacaré         | aturre      |
| jabuti         | okollé      |
| tartaruga      | metâ        |
| batata-doce    | ʒioke       |
| mandioca       | ʃiniole     |
| maniva         | kani-kade   |
| beiju          | jabolli     |
| farinha        | ui          |
| tapioca        | kalli       |
| milho          | awati       |
| curare         | maukurri    |
| banana         | panala      |
| arco           | kollapa     |
| flecha         | maʒiké      |
| borduna        | annakui     |
| canoa          | idâ         |
| panacu (cesto) | aktura      |
| chumbo         | li-ke       |
| demônio        | mâpa        |
| Deus           | Tupana      |
| espingarda     | mokawa      |
| faca           | maria       |
| machado        | hêtî        |
| pote           | hájuake     |
| rede           | amma        |
| remo           | iniquniakue |
| zarabatana     | dáamanâ     |